# Lucilia cuprina
Espèce
Synonymes
- Phaenicia cuprina (Wiedemann, 1830)
- Chloromelas gorgonea Lindner, 1949
- Chloromelas heteroneura f. gorgonea Lindner, 1949
- Odontomyia heteronevra Macquart, 1838
- Stratiomyia heteroneura Walker, 1854
- Stratiomys cuprina Wiedemann, 1830

Lucilia cuprina est une espèce d'insectes diptères brachycères de la famille des Calliphoridae et du genre Lucilia. Au stade larvaire, cette mouche verte cosmopolite est saprophage et nécrophage. Dans certaines régions, elle est ectoparasite de mammifères et plus spécifiquement des ovins. Il s'agit d'une myiase dont l'impact agricole est particulièrement important au sein des élevages australiens. Beaucoup plus rarement, cette espèce peut également parasiter l'espèce humaine.

## Description

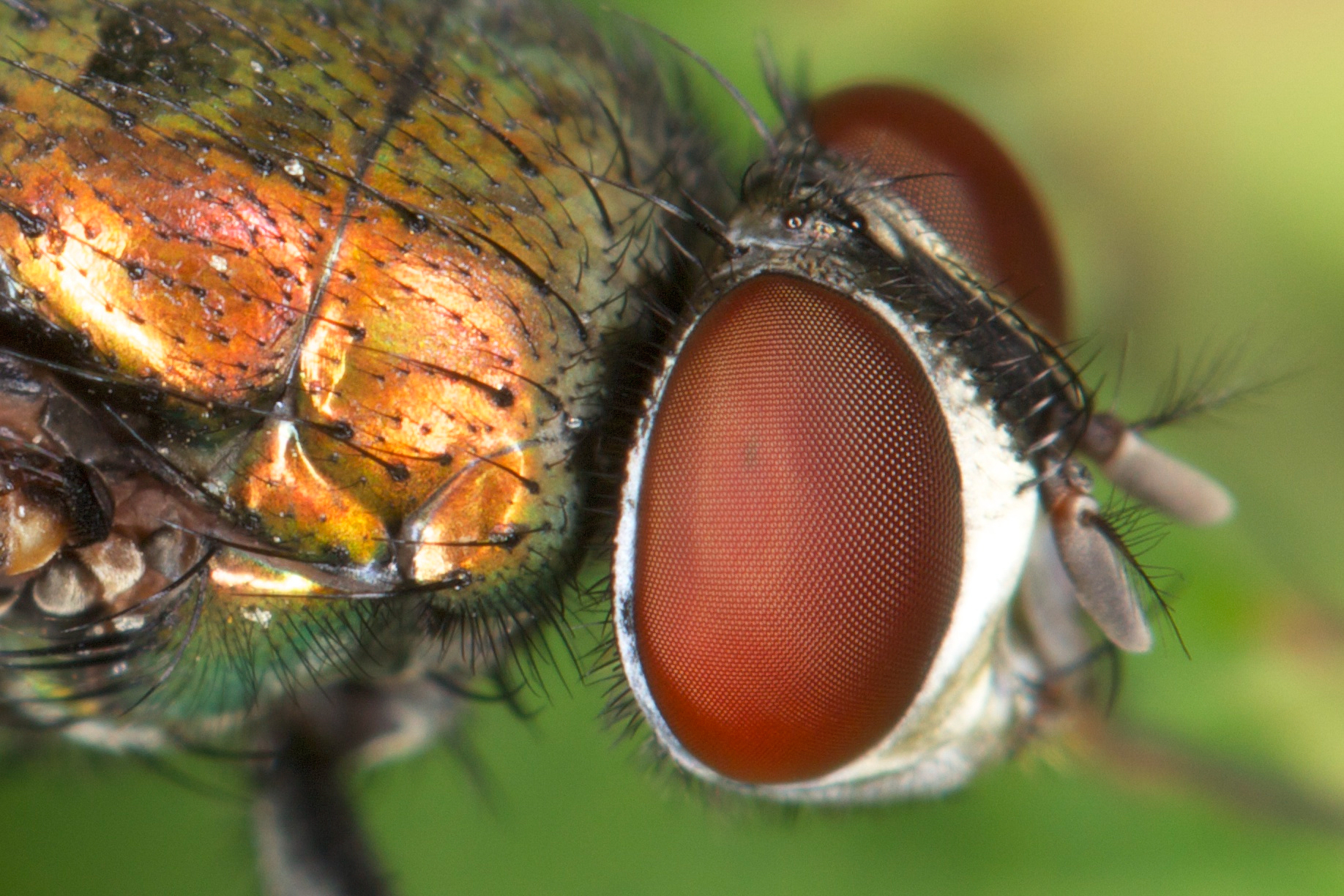
tête d'un mâle (Brisbane, Australie)

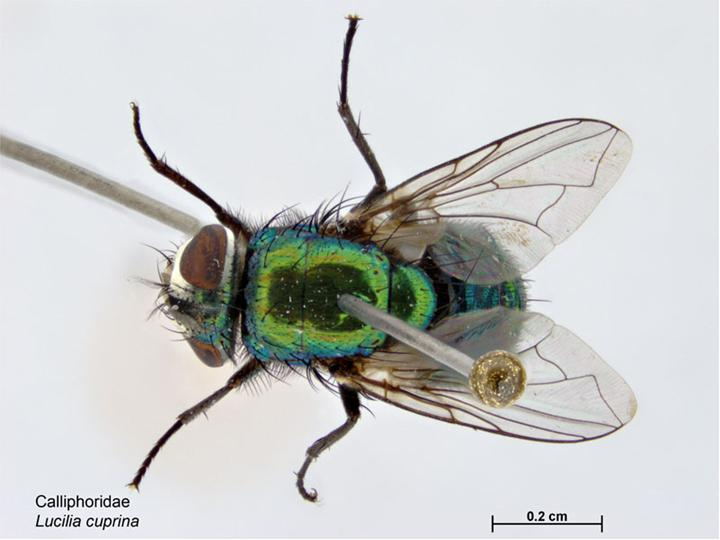
Vue dorsale d'une femelle Lucilia cuprina (Australie)

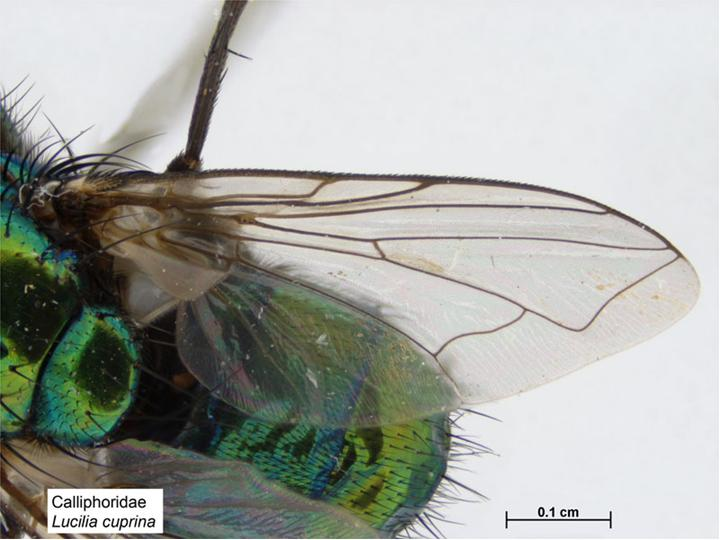
Aile

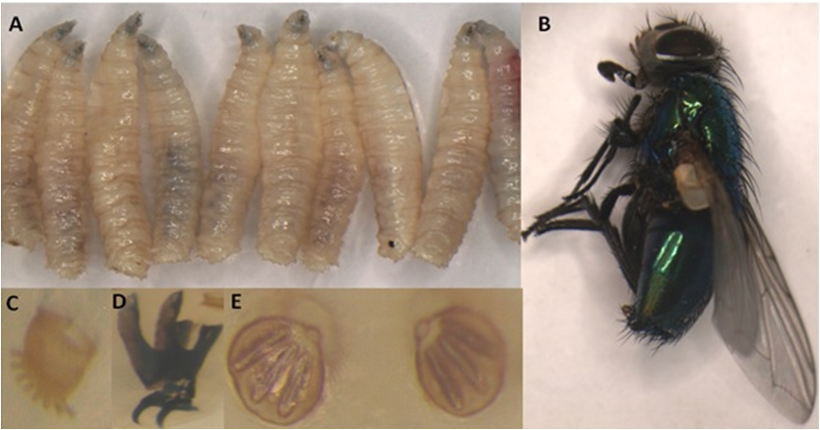
Lucilia cuprina A-Larve, B- Adulte, C- Spiracles antérieur D- Squelette de tête E- Spiracle postérieur.

Lucilia cuprina arbore des yeux rougeâtre et un thorax, un scutellum et un abdomen vert brillant ou vert bleuâtre avec des reflets cuivrés métallisés. Son corps est de forme ronde à ovale et sa longueur varie de 4,5 à 10 mm. Les imagos se reconnaissent à leurs soies saillantes sur le sclérite mésothoracique ainsi que sur le segment antennaire terminal et présentent de fortes soies dorsales et un spiracle thoracique noir,.

## Biologie

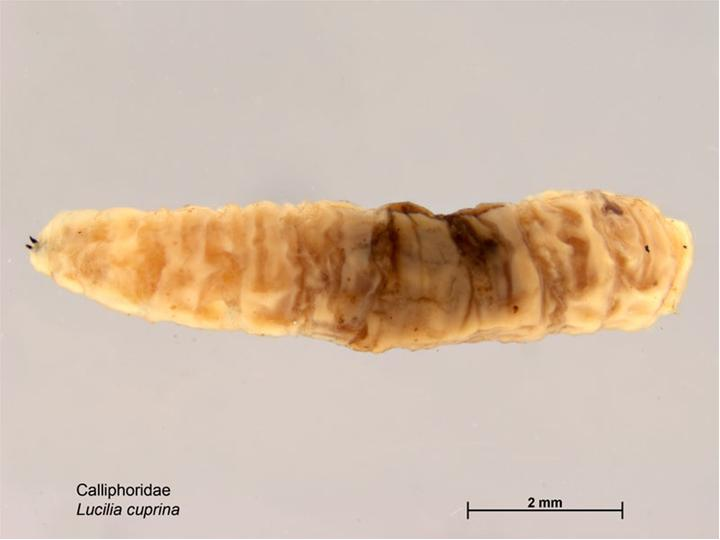
Vue dorsale d'une larve (Australie)

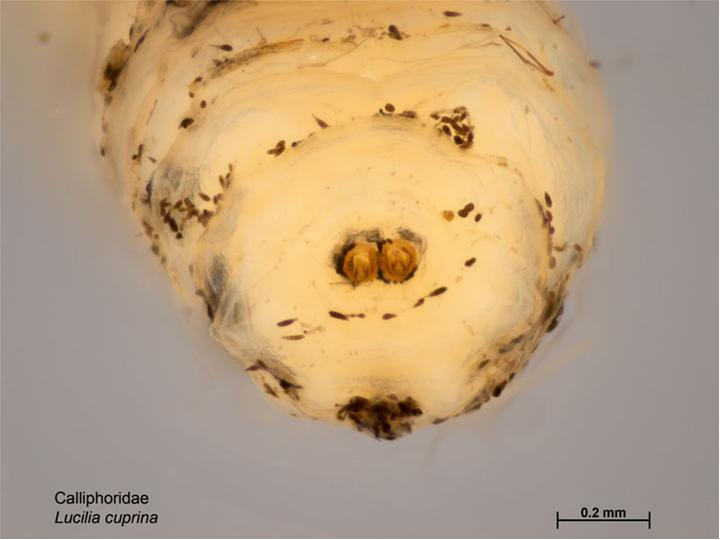
Vue arrière d'une larve de Lucilia cuprina montrant les spiracles postérieurs

La femelle est capable de voler sur une quinzaine de kilomètres afin de trouver des matières en décomposition pour sa larve. Cette dernière est particulièrement éclectique, allant du fruit en décomposition à une charogne quelconque ; les myiases étant un cas particulier et localisé.
La femelle L. cuprina parvient tôt sur la charogne, apparaissant quelques heures à plusieurs minutes après la mort. Là, sur le corps frais, elle pond ses œufs, d'où éclosent des larves qui se nourrissent immédiatement afin de poursuivre leur développement. Après environ cinq jours, les larves migrent au sol et se puposent, ressemblant alors à des grains de riz, d'où émergera un adulte. L'ensemble du processus se déroule sur onze à vingt et un jours selon les conditions environnementales dont la température et la disponibilité nutritionnelle. Dans la plupart des cas, des températures plus chaudes et une meilleure nutrition entraînent un cycle de vie plus rapide. L. cuprina peut avoir entre quatre et huit générations par an.
Dans le cas d'une myiase, ayant repéré une plaie ouverte ou une irritation de la peau, la femelle dépose ses œufs.  Les asticots de L. cuprina se développent rapidement en mangeant la chair vivante des tout en sécrétant de l'ammoniac, empoisonnant ainsi les moutons.

## Impact parasitaire sur les ovins
Les moutons montrent des signes d'irritation cutanée se frottant et mordant les zones affectées pendant les premiers jours de l'infection. Cela provoque une réaction inflammatoire qui entraîne à son tour une irritation grave et une pyrexie. Une fois l'attaque commencée, d'autres mouches sont attirées et pondent à leur tour,.
Cette myiase ou infestation cutanée est un problème de santé sérieux dans l'élevage ovin australien; Elle cause non seulement un inconfort ou un stress grave à l'animal, mais elle peut aussi causer sa mort si elle n'est pas traitée. Les agneaux et les brebis sont principalement touchés et sont frappés principalement dans la partie arrière de l'animal à cause des taches fécales attractives. En raison de la difficulté de contrôler ces mouches, l'élevage ovin subit chaque année des pertes considérables,.
Bien que des traitements sanitaires soit disponible, le temps de réponse est retardé en raison des symptômes cachés par la laine. De plus, l'utilisation d'insecticides et les procédures chirurgicales de lutte contre L. cuprina suscitent de plus en plus d'inquiétudes, ce qui en fait non seulement une question de bien-être animal, mais aussi une question économique et écologique. Il existe de nombreuses prédispositions à l'attaque de la mouche qui rendent un hôte plus favorable, y compris une infection par la dermatophilose et la pourriture brune du pied, qui peuvent toutes deux être traitées et prévenues. Chez certains animaux, une résistance peut se développer, mais cette réponse immunitaire est souvent associée à une diminution de la productivité, ce qui est un trait indésirable pour l'éleveur,.

## Impact parasitaire sur les humains

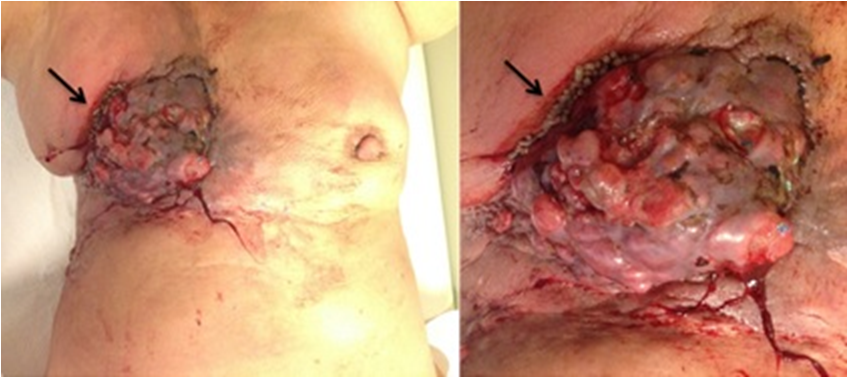
Myiase cuticole située dans la poitrine d'une femme causée par Lucilia cuprina (Istanbul, Turquie)

Lucilia cuprina est rarement observée chez l'humain et son infestation est accidentelle. Les cas de myiase humaines sont observés plus fréquemment dans les régions où l'élevage est pratiqué, surtout en période estivale. Les mauvaises conditions d'hygiène, le faible statut socio-économique, le contact étroit avec les animaux domestiques, la vieillesse, le retard mental, la localisation de la plaie, le diabète sucré et les maladies vasculaires sont des facteurs prédisposant à la myiase chez les humains.
Les mouches adultes causant la myiase pondent leurs œufs au sein de lésions nécrotiques, des saignements et des abcès. Il semble que l'infestation se produit davantage dans les plaies dont le contenu alcalin s'écoule. Les conditions dermatologiques telles que les ulcères neuropathiques, le psoriasis, la kératose séborrhéique, l'onychomycose, le lymphome cutané, le carcinome basocellulaire, le zona, la lèpre et l'impétigo pourraient établir une facilitation pour son installation. Chez les patients atteints, des douleurs, de la fièvre, des rougeurs, des démangeaisons et des infections bactériennes secondaires, une leucocytose et une hyperéosinophilie peuvent être observées. Il existe également une destruction tissulaire ; les effets mécaniques des larves ainsi que les collagénases qu'elles sécrètent jouant un rôle majeur dans cette destruction.
Le traitement de base est le nettoyage de tous les tissus infectés des larves, le débridement des tissus nécrotiques, l'irrigation avec des solutions antiseptiques et le changement quotidien des pansements. Les antibiotiques et les antiparasitaires peuvent être utilisés contre les complications infectieuses.

## Écologie et distribution
Lucilia cuprina est une espèce qui affectionne les climats chauds avec des températures du sol supérieures à 15 °C, des températures de l'air supérieures à 17 °C et inférieures à 40 °C. Elle apprécie les vents faibles inférieurs à 30 km/h. L'adulte est héliophile, préférant les endroits clairs et ouverts, quand la larve est lucifuge, recherchant les zones sombres de sa nourriture.
Lucilia cuprina est présente au sein des écozones indomalaise, australasienne, afrotropique, néotropique et au sud du néarctique. Au sein de l'écozone paléarctique, elle se rencontre uniquement dans sa partie Sud, à l'Est, au Moyen-Orient ainsi qu'en Afrique du Nord. En Europe, elle est uniquement présente en Espagne. En France, elle ne se trouve qu'en Polynésie française.

## Systématique
Lucilia cuprina est l'une des nombreuses mouches vertes de la famille des Calliphoridae. Bien que plusieurs de ces espèces aient des caractéristiques similaires, Lucilia sericata lui est particulièrement ressemblante ; seule une analyse microscopique des soies occipitales est véritablement discriminante. Cependant, contrairement à L. cuprina, L. sericata n'infeste généralement pas les moutons vivants et uniquement les charognes. De plus, L. cuprina est une espèce de climat sec alors que L. sericata a une répartition côtière,.
Deux sous-espèces de Lucilia cuprina sont reconnues :
- Lucilia cuprina cuprina[10]
- Lucilia cuprina dorsalis[10]

La large répartition de cette espèce est due aux migration humaines et des animaux domestiques au cours du siècle dernier. Deux circuits se dessinent. Lucilia cuprina cuprina se rencontre dans les régions néotropicale, orientale et méridionales du néarctique, tandis que L. cuprina dorsalis est présente dans les régions afrotropicale, australasienne, indomalaise et paléarctique. Les myiases ne sont dues qu'à la sous-espèce dorsalis et sont principalement présentes en Afrique du Sud et en Australie.

## Usages
L. cuprina est une espèce utilisée dans le cadre de l'entomologie forensique. Connaître ses capacités de détection des cadavres, ses temps de développement en fonction des températures, ses préférences climatiques et savoir la déterminer à tous les stades de développement y compris les œufs est tout l'objet de cette science qui permet de dater les cadavres lors d'enquêtes policières.
Les larves de L. cuprina peuvent être utilisées dans le cadre de l'asticothérapie. Elles nettoient la plaie en se nourrissant des peau morte ou infectieuse tout en prévenant de la gangrène et des infections ultérieures.